# Disney+
Disney+（ディズニープラス）は、ディズニー・エンターテインメントが運営する、アメリカ合衆国の定額制動画配信サービス・OTTサービス。
主にウォルト・ディズニー・スタジオとウォルト・ディズニー・テレビジョンが製作した映画やテレビシリーズを中心に配信している。ディズニー、ピクサー、マーベル、スター・ウォーズ、ナショナル ジオグラフィック、一部の国ではSTARなどのブランド専用のコンテンツハブがある。また、Disney+オリジナルの映画やテレビシリーズも配信されている。
ディズニー系列企業専門のプライベートな動画配信サービスであり、競合のNetflixやAmazon Prime Video、ディズニー傘下のHuluなどが複数のサードパーティーとライセンス契約を結んでいるのとは一線を画す。
Disney+は、もともと2015年にMLB Advanced Media（MLBAM）からスピンオフしてBAMTechとして設立されたディズニー・ストリーミング・サービスが開発した技術を使用している。ディズニーは、ディズニーによる21世紀フォックスの買収を見据えた企業再編の一環として、2017年にBAMTechの所有権を支配権に引き上げ、その後、DTCIに所有権を移管した。
BAMTechが2018年初めにESPN+の立ち上げに貢献し、ディズニーがNetflixとのストリーミング配信契約を2019年に終了することを機に、ESPN+で開発中の技術を活用して、ディズニーのコンテンツをフィーチャーしたディズニーブランドのストリーミングサービスを立ち上げることにした。同プラットフォームで独占配信する映画やテレビシリーズの制作は2017年末に開始された。
Disney+は、2019年11月12日にアメリカ合衆国、カナダ、オランダで開始され、1週間後にオーストラリア、ニュージーランド、プエルトリコに拡大された。2020年3月にはヨーロッパの一部の国で、翌月の4月にはインドで、STARインディアのストリーミングサービスHotstarを通じて利用可能となり、「Disney+ Hotstar」と改称され、同年9月にはヨーロッパで利用可能となった他、中南米では2020年11月にも提供地域を拡大した。2021年から東南アジア諸国で利用可能となり、2022年5月から東ヨーロッパ、中東、アフリカの一部の国と地域で展開を開始した。
また、映画やテレビ番組に加えられた修正もメディアの注目を集め、Disney+のサービス開始日までに1,000万人が事前登録するなど大きな注目を集めた。2022年12月末現在、全世界の加入者数は1億6180万人となっている。

## 歴史

### 2015年 - 2019年
2015年末、ディズニーはストリーミング市場をテストするために、イギリスでDisneyLifeというストリーミングサービスを開始した。 最終的には2020年3月24日にDisney+に置き換えられた。
2016年8月、ディズニーはBAMTech（MLB Advanced Mediaのストリーミング技術事業のスピンオフ）の少数株式を10億ドルで取得し、将来的には過半数の株式を取得するオプションを付けた。買収後、ESPNは従来のケーブルテレビサービスに取って代わるべく、同社の技術をベースにした「オーバー・ザ・トッププロジェクト」（ESPN+）の計画を発表した。2017年8月8日、ディズニーはBAMTechの支配権を15億8000万ドルで取得する権利を行使し、出資比率を75%に引き上げた。この買収と並行して、同社は、2019年にNetflixとの既存の配信契約を終了した後に開始する、ディズニーブランドのエンターテインメントコンテンツを活用した第2の消費者向けの直営配信サービスの計画も発表している。それから間もなく、ウォルト・ディズニー・イマジニアリングでストーリー開発およびフランチャイズ部門を担当していたアグネス・チューが、コンテンツ担当上級副社長として、この部署の初代エグゼクティブに任命されたのである。チューは、新しい部署の立ち上げのために2つのプロジェクトを主導した。まず、ディズニーは、どのコンテンツが法律上、ストリーミングサービスですぐに提供できるコンテンツを正確に確認する必要があった。そのためには、ディズニーの保管庫にある、最近修復されていないすべてのコンテンツを実際に確認し、「法律上の取引に関する書類の束」を見て、問題となる可能性を特定することであった。次にチューは、ディズニーのさまざまなコンテンツ製作部門のリーダーたちと会い、どのプロジェクトが映画館ではなくストリーミングサービスで配信するのに適しているか、検討を開始した。その後、チューは2020年8月に退社した。
2017年12月、ディズニーは21世紀フォックスから主要なエンターテインメント資産を買収する意向を発表した。ストリーミング製品のためにディズニーのコンテンツ・ポートフォリオを強化することを意図したもので、2019年3月20日に買収が完了した。
2018年1月、BAMTechのCEOであるマイケル・ポールの直属の上席副社長兼ゼネラルマネージャーに、Appleやサムスンの元幹部ケビン・スウィンが就任し、開発をリードしていると報じられた。2018年3月、ディズニーは最重要となる部門を再編し、ウォルト・ディズニー・ダイレクト・トゥ・コンシューマー＆インターナショナルを設立し、そこにBAMTechを「消費者向けの技術や製品 」として含むことになった。同年6月、これまでウォルト・ディズニー・スタジオのマーケティングを担当してきたリッキー・ストラウスがコンテンツ＆マーケティング部門の社長に就任し、ウォルト・ディズニー・ダイレクト・トゥ・コンシューマー&インターナショナルの会長ケヴィン・メイヤーの直属の部下となった。 2019年1月、FOXテレビジョングループCOOのジョー・アーリーがマーケティングおよび運営部門のエグゼクティブ・バイス・プレジデントに就任した。2019年6月、マット・ブロドリーがインターナショナル・コンテント・デベロップメント部門のシニア・ヴァイス・プレジデントに就任した。2019年8月、ルーク・ブラッドリー＝ジョーンズがダイレクト・トゥ・コンシューマー部門のシニア・バイスプレジデント兼ヨーロッパとアフリカのDisney+のジェネラル・マネージャーとして就任した。
2018年11月8日、ディズニー最高経営責任者（CEO）のボブ・アイガーは、このサービスを「Disney+」と名付け、2019年後半のサービス開始を目指すことを発表した。9月のサービス開始が予定されていると報じられてたが、2019年4月11日、ディズニーは同サービスを同年11月12日にアメリカでサービス開始することを発表した。ディズニーは、2019年後半から2020年前半までに西ヨーロッパとアジア太平洋諸国、同年中に東ヨーロッパとラテンアメリカをターゲットに、今後2年間で世界的にサービスを展開していく計画であるとした。2019年8月6日、アイガーは、Disney+、スポーツのライブ中継や関連番組が専門のESPN+、広告サポート版Huluのストリーミング・バンドルを、サービス開始時に月額12.99ドルで提供することを発表した。2019年8月に開催されたD23 Expoで、ディズニーは、Disney+のサブスクリプションを3年間割引価格で開放した。
2019年9月12日、オランダで「Disney+」のトライアル版が利用可能になり、利用できるコンテンツが限定された。Disney+はアメリカで9月に事前登録が開始され、サービス開始と同時に7日間の無料トライアルが提供された。
2019年11月12日、アメリカ、カナダ、オランダの3か国でサービスが開始された。

### 2020年以降
2020年3月12日、これまでフォックス・ファミリーおよび20世紀アニメーションの社長を務めてきたヴァネッサ・モリソンが、ウォルト・ディズニー・スタジオ・モーション・ピクチャー・プロダクションのストリーミング担当社長に就任し、ディズニー・ライブアクションと20世紀スタジオの両方でウォルト・ディズニー・スタジオのDisney+向けの映画コンテンツの開発・制作を統括することになった。モリソンはウォルト・ディズニー・ピクチャーズのプレジデントであるショーン・ベイリーの直属の部下になる。
Disney+を巡っては、2020年10月7日にウォルト・ディズニー・カンパニーの大株主である投資ファンド運営者が配当を見送った上で動画配信サービスのコンテンツ拡充に資金を回すべきだと主張していた。
2020年10月12日、ディズニーはDisney+を始めとする動画配信サービスが好調であることなどを受けて、メディア部門とエンターテインメント部門を再編し、グローバル配信チーム「ディズニー・メディア&エンターテイメント・ディストリビューション」を新設。ストリーミング配信やレンタル販売といった、配信サービス向けの作品を劇場向け作品よりも最優先で製作し、動画配信サービスを強化させることを発表した。
2020年12月10日に行われた投資家向け説明会において、ディズニーは「Disney+」開始後1年で、加入者が8680万人を超えたと発表し、マーベルシリーズの10作品とスター・ウォーズシリーズの10作品、ディズニー・ピクサーシリーズの15作品、ディズニー・ピクサー制作の長編映画の15作品をDisney+にて独占配信することを発表した。また、2021年3月9日に開催されたディズニーの株主総会において、同社CEOのボブ・チャペックはDisney+に年間100本以上の新作を供給することを明らかにした。
2021年3月、ディズニーは2021年3月26日に実施されるストリーミングサービスの料金の値上げを発表し、2021年第2四半期に、Disney+は870万人の加入者を増やした。
2021年8月、ディズニーCEOのボブ・チャペックは、将来的にHuluとDisney+の合併が起こり、Disney+でオールインワンのストリーミングサービスが実現する可能性があることをほのめかした。同氏は、ディズニーがいずれDisney+、Hulu、ESPN+のストリーミングバンドルサービスを捨てるかもしれないと言及した。これは、米国以外の海外市場で利用できるDisney+のStarブランドと同様である。
2021年12月、アメリカ証券取引委員会に提出された年次報告書において、ディズニーは2022年の会計年度において、前年度より80億ドル増の330億ドルをDisney+向け作品を中心とするコンテンツ拡充に投資することが判明した。これは同業の定額制動画配信サービスであるNetflixの2021年コンテンツ予算（140億ドル）の倍以上である。
2022年3月4日、ディズニーは、2022年後半までに広告付きの低価格版Disney+をアメリカで開始し、2023年にはそのバージョンを世界の各地域に拡大する予定であることを発表した。その後、ディズニーは2022年8月10日、ディズニーは同年12月に広告付きの新プラン「Disney+ Basic」を導入することを発表した。料金は月額7.99ドル（約1060円）。広告なしで利用できる従来のプランは「Disney+ Premium」に改称すると同時に料金を月額7.99ドル（約1060円）から月額10.99ドル（約1460円）に値上げすることも明らかにした。
2022年9月、ディズニー最高経営責任者（CEO）のボブ・チャペックはアメリカにて展開している姉妹サービスのHuluを本サービスに統合する方向で検討していることを明らかにした。2022年現在、Huluの株式の一部をコムキャストが保有しており、早くて2024年頃にディズニーが買い取ることで合意しているが、株式買取の前倒しも予定している。
2022年12月8日、アメリカにおいて、広告付きプラン「Disney+ Basic」の提供を開始した。これに合わせて、ディズニーはGoogle、P&G、任天堂、シャネルなどの100社以上の広告主と電通、IPG、Omnicom Group、Publicis、RPA、Stagwell、WPPなどの広告代理店と契約した。
2023年2月8日、インドにおいて配信していたクリケット中継の放映権を失ったことなどが影響し、2022年12月末時点での本サービス会員数が3か月前と比べて240万人減の1億6180万人だったことを同日に開催したディズニーの決算会見にて発表した。また、前述のHuluとの統合についても、中止した上でディズニーが保有しているHuluの株式を外部に売却することを含めて検討していることをディズニーCEOのボブ・アイガーが同月10日にCNBCとのインタビューで明らかにしている。
2023年5月10日、料金プランの改定（値上げ）の影響で北米地域の会員数減少が発生したため、本サービス会員数は前期比400万人減の1億5780万人だったことを同日に開催したディズニーの決算会見で明らかにした。また、同年中にDisney+とHuluのアプリを一本化（統合）することや広告付きプランを欧州でも展開する予定であることも併せて発表された。
2023年8月9日、ディズニーは同年第3四半期の決算を発表した。その中で、Disney+から一部のコンテンツを削除したのに伴い、24億4000万ドルの減損を計上したことを明らかにした。また、インドで一部コンテンツのネット配信権を失ったことで同国の加入者が減少した。Disney＋の会員数は同年6月末時点で1億4610万人。3月末と比べて1170万人減り、3四半期連続の縮小となった。一方で、HuluやESPN＋を含めた動画配信部門全体の収益状況は改善傾向にあり、ディズニーCEOのボブ・アイガーは会見の中で「3四半期で10億ドル以上改善している」と述べた。
同日、ディズニーは同年10月12日からアメリカでの広告なしプランの料金を27%値上げすると共に同年9月6日からHuluとの新バンドルプラン「Duo Premium」の提供を開始することを発表した。また、広告付きプランをヨーロッパの一部地域とカナダでも同年11月から展開することや2024年から既にNetflixが先行して実施しているパスワード・シェアリングの禁止をDisney+でも開始する方針であることも併せて明らかにされた。
2023年11月1日、ディズニーはコムキャストに対し、Huluの未保有株33%分を86億1000万ドル（約1兆2900億円）で取得することを提案したと発表した。Huluの完全子会社化が実現すれば、Disney+の1ブランドとして組み入れることが可能となる。
2023年11月8日、ディズニーは同年第4四半期の決算を発表し、Disney+の会員数が1億5020万人と1億5000万人の大台を突破したことを明らかにした。
2023年12月1日、前述のHulu株式取得提案に対して、コムキャストも株式の売却に同意したため、同社保有分を取得。名実共にHuluを完全子会社化した。
2023年12月6日、ディズニーはアメリカで「Disney Bundle」の利用者を対象に、Huluのコンテンツを含むDisney+の専用ハブをベータテストとして開始した。このベータテストは2024年3月27日に正式サービスに移行した。
2023年12月、ウォルト・ディズニー・カンパニー・ラテンアメリカはラテンアメリカで展開中の配信サービス「Star+」を同地域で廃止し、後に同じ配信サービスの「Disney+」内の一部として2024年第2四半期から統合すると発表した。
2024年4月4日、ディズニーCEOのボブ・アイガーはCNBCとのインタビューにおいて、Disney+でのパスワード・シェアリングの禁止を一部の国では同年6月から、それ以外の国でも同年9月から順次開始することを明らかにした。
2024年5月7日、ディズニーは同年第2四半期の決算を発表し、Disney+の会員数が400万人増加、動画配信事業も初の黒字になったことを明らかにした。同時に年内までにDisney+のアプリにESPNの専用ハブを追加することを発表した。
2024年5月8日、ディズニーはワーナー・ブラザース・ディスカバリーとの間で協業を行い、同年7月25日からDisney+とHulu、Maxのバンドルプランの提供を開始した。
2024年8月6日、同年10月17日にDisney+とHulu、ESPN+の価格改定を行うことを発表。それに先駆けて、同年9月4日から幼児向けコンテンツを中心としたプレイリスト並びにニュース専門チャンネルであるABCニュースの同時配信の提供を開始することも明らかにした。
2024年10月、AppleのApp Store経由による新規での料金決済（アプリ内決済）を終了した。既にApp Store経由で料金決済を行っているユーザーに関しては影響ない。
2024年12月4日、ディズニーはアメリカで「Disney Bundle」の利用者を対象に、ESPN+のコンテンツを含むDisney+の専用ハブの提供を開始した。
2025年5月29日、加入者向けの特典サービスとして、「Disney+ Perks」プログラムの提供を開始した。

### サービス開始による影響
Disney+の開始に伴い、ディズニー・チャンネルやFOXチャンネルなどといったテレビ放送サービスも一部の国と地域で順次終了させており、2020年10月にイギリス、2021年10月に東南アジアと香港、2023年9月に大韓民国（韓国）で一部のディズニー系チャンネルの放送を終了している。アメリカも例外ではなく、ESPNを除くリニアテレビ事業の売却も示唆していることが2023年7月に報じられている。
同様の理由でDVDやブルーレイディスクなどといったビデオソフト販売についても2023年8月時点で既にラテンアメリカとアジアの一部で終了しているほか、オーストラリアとニュージーランドでも同年内で取りやめた。北米（アメリカ・カナダ）でのソフト販売事業もソニーグループ（ソニー・ピクチャーズ ホームエンタテインメント）に譲渡することで2024年2月に、日本でもソフトの製造・販売事業をハピネット（ハピネット・メディアマーケティング）に移管することで同年5月に、それぞれ合意している。

## コンテンツ
このサービスは、ディズニーが保有する主要なエンターテイメントスタジオや映画・テレビ番組ライブラリーによるコンテンツを中心に展開されており、ウォルト・ディズニー・ピクチャーズ、ウォルト・ディズニー・アニメーション・スタジオ、ディズニーネイチャー、ディズニートゥーン・スタジオ、ピクサー・アニメーション・スタジオ、マーベル・スタジオ、ルーカスフィルム、ナショナル ジオグラフィック、20世紀スタジオ、サーチライト・ピクチャーズ、タッチストーン・ピクチャーズ 、20世紀アニメーション、旧ブルースカイ・スタジオ、ハリウッド・ピクチャーズなどの作品も含まれている。このサービスは、21世紀フォックス買収後にディズニーが主導権を握ったHulu（米国版）とともに運営されている。
ボブ・アイガーは本サービス立ち上げの際に、ファミリー向けのエンタテインメントに特化する（RやNC-17、TV-MA指定のコンテンツは一切提供しない）と述べた。そのため、全年齢層の視聴にふさわしくないと判断された作品はラインナップから外され、Huluでの配信となる。また、HuluはDisney+の拡張機能として提供する。その後、大人向けのコンテンツがサービスに追加され、コンテンツ警告を含むDisney+オリジナル作品「ザ・ビートルズ: Get Back」（2021年）や、Netflix向けに制作されたマーベルシリーズは、すべてTV-MAに指定されている。2022年3月のマーベルNetflixシリーズの追加に伴い、Starのコンテンツを持つ他の地域向けに存在するコントロールと同様に、大人向けのコンテンツが追加できるように、アメリカでのサービスに改定版のペアレンタル・コントロールが導入された。2023年12月6日、ディズニーはStarと同様にDisney+で専用ハブを立ち上げ、アメリカで「Disney Bundle」の加入者向けにHuluのコンテンツをベータ版で提供した。アメリカ以外の国と地域では、Huluに代わるそれらの作品の受け皿として、6番目のブランドであるスターが存在し、ペアレンタルコントロールも導入されている。Huluと本サービスに、スポーツのライブ中継や関連番組が専門のESPN+を加えた、「Disney Bundle」というセットパックもアメリカでは提供されている。

### コンテンツ ライブラリー
Disney+には、約7000話のテレビシリーズのエピソードや500作の映画が提供され、ディズニー・チャンネル、ナショナル・ジオグラフィックやフリーフォームのオリジナルテレビシリーズや映画、20th テレビジョン、20th テレビジョン・アニメーションとABCシグネチャーの一部の作品を含んでいる。20世紀スタジオの新作（ブルースカイ・スタジオの『スパイ in デンジャー』や実写映画のロードショーなど）はDisney+とHuluのいずれでもすぐに視聴できない場合があり、同スタジオには既に他のプレミアムTV/ストリーミングプロバイダーとの契約を結んでいる（2022年までは米国のHBO、カナダのCrave、イギリス、アイルランド、イタリア、ドイツのSkyなど）。『キャプテン・マーベル』、『ダンボ』（2019年）、『アベンジャーズ/エンドゲーム』は、劇場公開されたディズニー映画として初めて、ストリーミングサービスを通じてDisney+で独占配信されることになった。
Disney+がサービス開始時に「ザ・シンプソンズ」のこれまでの30シーズンを同シリーズの新たな独占配信先として追加すると発表した。アメリカでは、2020年10月2日にシーズン31、2021年9月29日にシーズン32、2022年10月5日にシーズン33が追加された。シーズン34は2023年10月11日に追加された。
アイガーは、Disney+は最終的に、現在"ディズニーヴォルト"にあるすべての作品を含む、ディズニー映画の全ライブラリーを管理することになるだろうと述べた。しかし、アメリカで一度も全編がホームビデオで発売されたことがなく、物議を醸した『南部の唄』（1946年）は、同サービスで配信されることはまったくないと述べた。ウォルト・ディズニー・アニメーション・スタジオの1946年作品『メイク・マイン・ミュージック』は、銃撃戦のシーンがあるためか、同サービスでは視聴できず、ディズニーアニメのカノンの中で唯一収録されていない作品となっている。20世紀フォックス映画（現・20世紀スタジオ）が制作した『フレンチ・コネクション』（1971年）については作中に黒人やイタリア人などに対する差別的な台詞が含まれているものの、Disney+では未修正のオリジナル版が配信されている。但し、アメリカや日本などの一部の国では配信されていない。
アメリカでは、配信当初は視聴可能だったにもかかわらず、少なくとも『ホーム・アローン』、『ホーム・アローン2』、『パイレーツ・オブ・カリビアン/生命の泉』、『アイス・エイジ』、『ガーフィールド2』の5作品は、現在は視聴不可となっている。
アメリカのTNTやTBSが同フランチャイズのケーブル放映権の一部として2024年までのストリーミング権を保有していたため、当初はアメリカでのサービス開始時にスター・ウォーズ・フランチャイズの最初の6作品が配信されるかどうかは不明だったが、2019年4月に「フォースの覚醒」「ローグ・ワン/スター・ウォーズ・ストーリー」とともに開始時に配信することが発表され、「最後のジェダイ」が同年12月26日に追加、「スカイウォーカーの夜明け」が同年5月4日に追加、そして「ハン・ソロ/スター・ウォーズ・ストーリー」が同年7月10日に追加されることになった。2021年4月2日には、旧作の『スター・ウォーズ』スピンオフ作品が複数公開された。
アメリカでは、マーベル・シネマティック・ユニバースの7作品『マイティ・ソー バトルロイヤル』（2019年12月5日追加）、『ブラックパンサー』（2020年3月4日追加）、『アベンジャーズ/インフィニティ・ウォー』（2020年6月25日追加）、『アントマン&ワスプ』（2020年8月14日追加）を除くほとんどの作品がローンチ開始と同時に視聴可能となった。Netflixとの既存の契約により、『インクレディブル・ハルク』『スパイダーマン:ホームカミング』『スパイダーマン:ファー・フロム・ホーム』は、配信権をユニバーサル・ピクチャーズ（『インクレディブル・ハルク』）とソニー・ピクチャーズの傘下であるコロンビア・ピクチャーズ（『スパイダーマン』）が保有しており、利用できなかった。日本でも長らく一部のマーベル映画（『アイアンマン』と『インクレディブル・ハルク』のマーベル・シネマティック・ユニバース初期2作品や『スパイダーマンシリーズ』）は製作当時の契約により、他の映画会社や配信会社が配給権を持っているために視聴することが出来なかったが、後に最新作を除き、同国でも2022年6月に順次配信された。
いくつかの映画はディズニーによって修正され、『トイ・ストーリー2』のポスト・クレジット・シーンが編集された。『スプラッシュ』ではデジタルによる髪の毛の追加、ぼかし、特定のシーンをトリミングすることでヌード描写を削除されていたが、2022年11月に劇場公開時のノーカット版が新たに4K版として配信に復活した。『ベビーシッター・アドベンチャー』『フリー・ソロ』『ハミルトン』などの映画は冒涜的な言葉を取り除くために変更され、『黄金作戦 追いつ追われつ』（1967）は人種差別を取り除くために編集され、短編アニメーション『サンタのオモチャ工房』（1932年）は黒人差別につながる「ステレオタイプの黒い人形」をAIによるデジタル処理で削除編集された。
映画、短編アニメーション、シリーズものなど、一部の古いコンテンツでは、古い文化的描写の可能性を指摘するコンテンツ免責事項がプラットフォーム上に表示されている。
2020年10月から、『ピーター・パン』、『ダンボ』、『スイスファミリーロビンソン』、『わんわん物語』、『ジャングル・ブック』、『アラジン』 (OVとして製作された2作の続編も含む)、『おしゃれキャット』など、一部の古いディズニー映画の前に、人種差別につながるシーンを知らせる12秒間のコンテンツ免責事項を表示している。また、2021年1月には、一部の作品がキッズプロフィールで視聴できなくなったが、通常のプロフィールでは引き続き視聴することができる。ヌードと「ファック」という言葉を含む『X-MEN:フューチャー&パスト』は、2020年半ばにノーカットで配信が開始された。『ダックにおまかせ ダークウィング・ダック』、『リトル・マーメイド』、『プラウドファミリー』、『フィニアスとファーブ』、『スパイダーマン&アメイジング・フレンズ』、『マペット・ショー』、『ザ・シンプソンズ』など、エピソードがないシリーズもある。『アンディ・マック』にストーニー・ウェストモアランドが出演するエピソードはすべて締め出されている。
国と地域によっては特定のエピソードの配信を見合わせるケースもあり、『ザ・シンプソンズ』の場合、「ホーマーとセルマの子供」（シリーズ16・エピソード12）が香港で、「Thirty Minutes Over Tokyo」（シリーズ10・エピソード23）と「Little Big Mom」（シリーズ11・エピソード10）が日本において、配信されていない。
2021年11月22日、ディズニーとワーナーメディアは、HBOがフォックスと結んだ既存の契約を修正し、Disney+またはHuluとHBO Maxが、アメリカで20世紀スタジオとサーチライト・ピクチャーズの2022年の劇場公開作品の半分の配信権を共同で提供することを認める契約に合意し、この契約の最初の作品として、「ロン 僕のポンコツ・ボット」は、Disney＋とHBO Max両方で2021年12月15日に配信開始となった。ディズニーは引き続き、Disney+やHulu向けに制作された20世紀スタジオおよびサーチライト・ピクチャーズ作品の配信権を持つが、20世紀スタジオやサーチライト・ピクチャーズ作品をHBO Maxで配信するためのワーナーメディアとの契約は2022年に終了し、今後はDisney+とHuluが全作品の配信権を引き継ぐ予定である。
2022年6月、初のライブ配信を行い、第1弾として、アメリカ・フロリダ州のウォルト・ディズニー・ワールド・リゾートから『ハーモニアス ライブ!』を生配信した。第2弾として、同年11月に同国カリフォルニア州のドジャー・スタジアムで行われるエルトン・ジョンのコンサートを『エルトン・ジョン・ライヴ：Farewell from Dodger Stadium』のタイトル名で生配信した。日本では2023年2月に東京ドームで行われた羽生結弦のアイスショーを『Yuzuru Hanyu ICE STORY 2023 “GIFT” at Tokyo Dome』のタイトル名で生配信した。
2023年5月、ディズニーは動画配信事業における赤字を削減するため、一部作品の配信を今後取り止めることを表明。同月に配信打ち切り予定作品のリストが社内に公開され、ドラマ『ビッグショット!』や『秘密結社ベネディクト団』などといった、Disney+やHuluなどのオリジナル番組を含む複数の作品が同月中に順次配信中止することを複数のメディアが報じた。同月27日3時（アメリカ東部標準時）に対象作品がDisney+やHuluなどから一斉に削除された。その後もオリジナル番組の削除は続いており、中にはドラマ『ウィロー』や映画『クレーターをめざして』のように配信開始から僅か数か月で削除されたり、ドラマ『スパイダーウィック家の謎』や『海底二万里』のように既に撮影が完了しているにもかかわらず配信公開を中止した作品も存在する。

### Disney+独占配信作品
アメリカでは、ほとんどのオリジナル・エピソード・コンテンツは、当初は金曜日の午前12時1分（アメリカ太平洋標準時）までの公開時間で一度に配信されるのではなく、毎週公開され、それは2019年11月15日から2021年6月25日まで続いた。2021年6月9日にスタートした「ロキ」のプレミアで、ディズニーは新しいオリジナルシリーズとそれぞれのシリーズの新シーズンのリリーススケジュールを水曜日に移動した。日本では、シリーズの新エピソード並びにスターブランド配信作品を含む見放題作品は原則として、アメリカ太平洋標準時に準ずる形となり、日本標準時の水曜日と金曜日16時（夏時間実施時）または17時に追加される。

#### Disney+オリジナル

ディズニープラスにおけるオリジナル作品のロゴ

当初よりDisney+での配信を前提に制作された作品。冒頭にて「Disney+ ORIGINAL」という専用のオープニングが表示される。
2020年7月28日にテレビ芸術科学アカデミーから発表された第72回プライムタイム・エミー賞では、『マンダロリアン』がドラマ部門の作品賞候補に選出されたのを始め、Disney+オリジナル作品全体で計19部門でのノミネートを獲得した。2021年4月25日に映画芸術科学アカデミーから発表された第93回アカデミー賞では、『ソウルフル・ワールド』がアニメーション部門の長編アニメーション賞と映画部門の作曲賞を受賞した。同年9月19日に開催した第73回プライムタイム・エミー賞ではDisney+オリジナル作品全体で計71部門のノミネートを獲得した。
2024年9月16日にテレビ芸術科学アカデミーから発表された第76回プライムタイム・エミー賞では、日本を舞台とした時代劇『SHOGUN 将軍』が単年での受賞数としては過去最多となる18部門を受賞したのを始め、合計で46部門において受賞した。

#### 台本ありのオリジナルコンテンツ
同サービスの当初のオリジナルコンテンツ目標の予算は、2,500万ドル～1億ドルのオリジナル映画4～5本とテレビ番組5本を予定しており、2019年1月には、ディズニーが同サービスのオリジナルコンテンツに最大5億ドルを投じると報じられ、ブルームバーグの調査によると、2020年のコンテンツ制作予算として、15億から17億5000万ドル（日本円で1618億から1887億円）を設けていると報じられている。
スター・ウォーズやマーベルの作品をベースにしたオリジナル・シリーズが制作された、あるいは制作中である。スター・ウォーズのオリジナルシリーズには、『マンダロリアン』、アニメ『クローン・ウォーズ』のシーズン7と『バッド・バッチ』というタイトルのスピンオフシリーズ、『オビ＝ワン・ケノービ』、『キャシアン・アンドー』、『ランド（原題）』、『アコライト』、さらに『マンダロリアン』から生まれたスピンオフ3シリーズ『ボバ・フェット/The Book of Boba Fett』『アソーカ』『スケルトン・クルー』が含まれる。マーベルのオリジナルシリーズには、『ワンダヴィジョン』、『ワンダヴィジョン』から生まれたスピンオフシリーズ『アガサ・オール・アロング』と『ヴィジョン・クエスト』、『ファルコン&ウィンター・ソルジャー』、『ロキ』、『ホークアイ』、『ムーンナイト』、『ミズ・マーベル』、『シー・ハルク:ザ・アトーニー』、『シークレット・インべージョン』、『アイアンハート』、『デアデビル: ボーン・アゲイン』が含まれる。マーベルのアニメシリーズには、『ホワット・イフ...?』、『アイ・アム・グルート』、『X-MEN '97』、『スパイダーマン：フレッシュマン・イヤー』、『マーベル・ゾンビーズ』などがある。
2019年1月、Disney+はCBSテレビジョン・スタジオズから、外部制作会社による初のシリーズとなる『未来の大統領の日記』の製作を開始した。
映画『ハイ・フィデリティ』のテレビシリーズのリメイクが当初Disney+で発表されたが、2019年4月、Disney+がファミリー向けサービスという位置づけであることが、シリーズのクリエイティブ・ビジョンと相容れないというスタッフからの懸念を理由に、Huluにプロジェクトが移されたと発表された。映画『Love, サイモン 17歳の告白』のスピンオフ作品『Love, ヴィクター』も同様に、2020年2月にDisney+からHuluに移行している。
2019年8月、アイガーは『ホーム・アローン』『ナイト ミュージアム』『グレッグのダメ日記』『12人のパパ』といった20世紀フォックス作品を、フォックスファミリーが「『新世代』向けに『再創造』」することをDisney+向けに独占配信することを発表した。
2020年12月25日、『ソウルフル・ワールド』はピクサーの長編映画として初のDisney+オリジナル作品として配信された。次のピクサー作品『あの夏のルカ』と『私ときどきレッサーパンダ』もDisney+オリジナル作品として配信された。
2022年2月1日、ディズニーはSTARオリジナルの韓国ドラマシリーズ「スノードロップ」をDisney+オリジナルとして2022年2月9日にアメリカで配信すると発表した。これは同シリーズがDisney+にとって初の海外コンテンツとなり、Disney+とSTARオリジナルの両方として初のコンテンツとなることを意味する。

#### 台本なしのオリジナルコンテンツ
ディズニーはまた、このサービスにおいて、"日常の物語の中にディズニーの精神を見出し、あらゆる世代のオーディエンスに希望を与え、好奇心を掻き立てる "ことを目的としたオリジナルのテレビ番組コンテンツも計画している。これらのシリーズの中には、ディズニーのスタジオに焦点を当てた舞台裏のドキュメンタリーミニシリーズ（「アナと雪の女王2」の制作を追ったドキュメンタリーなど）、ディズニーをテーマにした料理コンテスト「シェフをめざせ!」、ディズニー映画の象徴的な衣装や小道具を紹介するドキュメンタリーシリーズ「ディズニー・プロップ・カルチャー」などがあり、これらはディズニー作品との関連性があるものと思われる。ヒーロー・プロジェクト（「勇気と優しさという無私の行為に人生を捧げた感動的な子供たち」を紹介するシリーズ）、イマジニアリング（レスリー・アイワークスが監督し、ウォルト・ディズニー・イマジニアリングの歴史と仕事を描いたドキュメンタリーシリーズ）などがある。ナショナルジオグラフィックは、Magic of Disney’s Animal Kingdom ディズニー･アニマルキングダムの魔法（ディズニー・アニマルキングダムとエプコットの水族館の動物管理人を追ったドキュメンタリー）、ジェフ・ゴールドブラムの世界探求も制作している。
ディズニーは、ドキュメンタリースタジオのサパークラブ（Netflixの「シェフのテーブル」のプロデューサー、ブライアン・マクギン、デヴィッド・ゲルブ、ジェイソン・スターマン）と2年間の契約を結び、自然保護をテーマにした自然ドキュメンタリーシリーズ「Earthkeepers」や、マーベルのキャラクターが文化や社会に与える影響を記録するドキュメンタリーシリーズ「マーベル 616」などのコンテンツを制作している。その他のリアリティーシリーズには、アンコール!（高校のミュージカル作品のキャストが再集結して再演するクリスティン・ベル制作総指揮のシリーズ）、(Re) Connect（ケリー・リパとマーク・コンスエロスのミロホプロダクションが制作するリアリティシリーズ）、ボブ＆マックの親子放浪記（ボブ・ウッドラフとその息子マックが出演する旅行シリーズ）、リアリティコンテスト番組「ものづくりコンテスト」 がある。

#### 各国の音声・字幕
洋画およびアニメ、ドラマ、バラエティ、映画、ドキュメンタリーでは、各国ごとにその国での音声・字幕が搭載される。ただし、作品によっては音声のみが搭載されることもあれば、字幕のみ搭載される場合もある。主に新規作品を吹き替えることが多く、古い作品を吹き替えることは基本的にあまり行われず、地上波や衛星放送・ネット配信など向けて制作された音源を採用することがある。いくつかの作品には日本語音声がなかったり字幕がなかったりもあるが、両方ついているところもある。特に「ザ・シンプソンズ」では新声優が起用されてからも一部シーズンのみが日本語音声が追加されるのみで殆どは日本語字幕にとどまっている。「キム・ポッシブル」の場合は「タトゥー・パニック!」が地上波・BS・CSで一切放送されない事態となっていたが、後にディズニーデラックスの配信で解禁となり、Disney+でも配信されるようになった。長らく日本未放送だった「プラウドファミリー」においては、「全力!プラウドファミリー」配信記念として一緒に配信されている。これら以外でタイトルと説明が翻訳されている作品があっても、タイトルロゴも日本語ローカライズされている作品もあっても、2025年7月現在も日本語音声・字幕の制作は行われていない。映画分類では映像が日本ローカライズでメニュー言語を切り替えると英語にすることも可能だが、サーバーが全世界ではなく日本限定だと音声・字幕の選択も全世界サーバーと異なるため不可能である。日本語音声をリクエストする際は「Disney+での問題を報告する」から「音声と言語」を選択して音声の追加を依頼することになるが、日本語字幕をリクエストする際は「その他」から行う必要がある。

#### 同時配信

##### プレミアアクセス

プレミアアクセスのロゴ

実写版「ムーラン」は、2020年9月4日にプレミアム料金（29.99ドル）でプレミアアクセスにて一部の国で初配信され、その3ヶ月後12月4日に全ての加入者が無料で視聴できるようになった。長編映画第2弾『ラーヤと龍の王国』は、劇場公開と同日の2021年3月5日にプレミアアクセスで提供され、6月4日に全ての加入者に提供された。2021年3月、ディズニーは「クルエラ」と「ブラック・ウィドウ」を劇場公開し、プレミアアクセスで提供することを発表した。2021年5月、ディズニーは『ジャングル・クルーズ』も劇場公開とプレミアアクセスで提供することを発表した。
日本では、ディズニーの公式サイトにて、NTTドコモの決済サービスであるd払いによる早期動画配信（PVOD）を行うことにより、視聴が可能となる作品。プレミアアクセス料金3278円（税込）を追加で支払いすることで、会員期間内であれば複数回視聴可能になる。劇場公開と同時に本サービスでのレンタル配信を行った作品も含む。

##### テレビとの同時配信
2021年9月、ディズニーが特定のシリーズのエピソードをテレビ放送に先駆けてDisney+で先行配信するというテレビ向けの新作戦略をスタートしたことが報じられた。この戦略によって最初に配信されたシリーズは「ゴースト&モリー」で、第3話から第5話が2021年10月6日にDisney+で配信された。続いて、「おしゃれにナンシー・クランシー」のシーズン3およびファイナルシーズンが、2021年11月12日にディズニージュニアでのプレミア・エピソードと同時にDisney+で先行配信された。
2021年11月には、ディズニー・チャンネル・オリジナル・ムービー『クリスマス・アゲイン』がテレビ初放送と同じ2021年12月3日にDisney+で配信されることが発表され、同時放送される最初の作品となった。

##### スポーツ中継
2024年5月、WNBAの一部試合をESPNとの同時配信の形でライブ配信を行った。

#### 外部のコンテンツ
ディズニーによるコンテンツに加え、BBCスタジオの「ブルーイ」など、他社が制作し、ディズニー傘下のテレビ局で放送されているテレビ番組も一部配信している。ディズニーのヨーロッパの子会社と共同制作したコンテンツとして、Zagtoonの「ミラキュラス レディバグ&シャノワール」、「ゴーストフォース」、ハズブロ・エンターテインメントの「しゅつどう!パジャマスク」、ゾディアック・キッズの「ノンストップ！ イエロー・イエティ」、Samka Studiosの「Vikingskool」なども世界の一部の地域でDisney+で配信しています。
2013年12月、ディズニーはパラマウント・ピクチャーズから『インディ・ジョーンズ シリーズ』の権利を買収したが、買収時点までに製作された作品の権利は引き続きパラマウントに残留したため、Disney+では配信されていなかった。しかし、2023年6月に同シリーズの最新作『インディ・ジョーンズと運命のダイヤル』が公開されるのに先駆けて、前4作品とテレビシリーズ『インディ・ジョーンズ/若き日の大冒険』が同年5月31日からParamount+（パラマウント系の動画配信サービス）と並行する形でDisney+でも配信されることになった。
2022年10月25日、イギリス・BBCは同局で放送されている人気ドラマ『ドクター・フー』の配信権をDisney+がイギリスとアイルランドを除く全世界で獲得したと発表した。この契約は2023年11月から放送予定の新エピソード分から適用される。

##### ソニー・ピクチャーズと複数年契約
2021年4月21日、ディズニーとソニー・ピクチャーズ・エンタテインメントは、ソニーの保有する作品（「スパイダーマン」「ジュマンジ」などのフランチャイズ作品や、「進撃の巨人」「Fate/stay night Unlimited Blade Works」などのファニメーション／クランチロールから配信権を受けているアニメ）をHuluとDisney+で配信する複数年契約に合意した。2021年6月からいくつのソニー・ピクチャーズの作品のHuluでの配信が開始され、『スパイダーマンシリーズ』並びに『ヴェノムシリーズ』も最新作を除き、2023年4月と同年5月にDisney+に追加される予定。この契約は2022年以降に劇場公開される作品も含まれる。なお、この合意はアメリカ国内に関するものだが、アメリカ以外の地域でも、早ければ2022年6月に、スパイダーマン映画を皮切りに、ソニー・ピクチャーズの作品がDisney+に追加されることになっている。

##### ヨーロッパでの契約
ヨーロッパの地域では、Disney+は特定の国のローカルコンテンツ基準を満たすために、いくつかの現地で制作されたコンテンツを含んでいる。
2021年11月、ディズニーがスタジオカナルの実写版『パディントン』とその続編をイギリスとアイルランドでDisney+で配信することを発表し、映画は最終的にドイツとフランスでも配信されることになった。『みつばちマーヤの大冒険』など、他のスタジオカナル作品もいくつか同サービスで配信される。
『アステリクスとオベリクス』や『チキンラン』といったパテの作品も、ヨーロッパの一部の地域ではDisney+で配信される。
ハズブロ・エンターテインメントの『ペッパピッグ』は、ヨーロッパ・中東・アフリカの国と地域で、2023年3月より配信が開始される。

## 展開地域

利用可能
第三者による配信
発表無し

| 開始日         | 国と地域                                             | パートナー                                                     | STARの対応 |
| -------------- | ---------------------------------------------------- | -------------------------------------------------------------- | ---------- |
| 2019年11月12日 | カナダ                                               | なし                                                           | あり       |
| 2019年11月12日 | オランダ                                             | なし                                                           | あり       |
| 2019年11月12日 | アメリカ合衆国                                       | ベライゾン                                                     | なし       |
| 2019年11月19日 | オーストラリア                                       | なし                                                           | あり       |
| 2019年11月19日 | ニュージーランド                                     | なし                                                           | あり       |
| 2019年11月19日 | プエルトリコ                                         | なし                                                           | なし       |
| 2020年3月24日  | オーストリア                                         | なし                                                           | あり       |
| 2020年3月24日  | ドイツ                                               | ドイツテレコム                                                 | あり       |
| 2020年3月24日  | アイルランド                                         | Sky                                                            | あり       |
| 2020年3月24日  | イタリア                                             | テレコム・イタリア                                             | あり       |
| 2020年3月24日  | スペイン                                             | Movistar+                                                      | あり       |
| 2020年3月24日  | スイス                                               | なし                                                           | あり       |
| 2020年3月24日  | イギリス                                             | Sky、O2                                                        | あり       |
| 2020年4月2日   | ガーンジー                                           | なし                                                           | あり       |
| 2020年4月2日   | マン島                                               | なし                                                           | あり       |
| 2020年4月2日   | ジャージー                                           | なし                                                           | あり       |
| 2020年4月3日   | インド                                               | Hotstar                                                        | あり       |
| 2020年4月7日   | フランス                                             | Canal+（2024年12月31日まで）                                   | あり       |
| 2020年4月30日  | モナコ                                               | なし                                                           | あり       |
| 2020年4月30日  | ウォリス・フツナ                                     | Canal+ Calédonie（2024年12月31日まで）                         | あり       |
| 2020年4月30日  | ニューカレドニア                                     | Canal+ Calédonie（2024年12月31日まで）                         | あり       |
| 2020年4月30日  | フランス領西インド諸島                               | Canal+ Caraïbes（2024年12月31日まで）                          | あり       |
| 2020年4月30日  | フランス領ギアナ                                     | Canal+ Caraïbes（2024年12月31日まで）                          | あり       |
| 2020年6月11日  | 日本                                                 | NTTドコモ、JCOM、HJホールディングス、AbemaTV、DMM.com          | あり       |
| 2020年9月5日   | インドネシア                                         | Hotstar、Telkomsel                                             | あり       |
| 2020年9月15日  | ベルギー                                             | なし                                                           | あり       |
| 2020年9月15日  | デンマーク                                           | なし                                                           | あり       |
| 2020年9月15日  | フィンランド                                         | なし                                                           | あり       |
| 2020年9月15日  | グリーンランド                                       | なし                                                           | あり       |
| 2020年9月15日  | アイスランド                                         | なし                                                           | あり       |
| 2020年9月15日  | ルクセンブルク                                       | なし                                                           | あり       |
| 2020年9月15日  | ノルウェー                                           | なし                                                           | あり       |
| 2020年9月15日  | ポルトガル                                           | なし                                                           | あり       |
| 2020年9月15日  | スウェーデン                                         | なし                                                           | あり       |
| 2020年10月2日  | レユニオン                                           | Canal+ Réunion（2024年12月31日まで）                           | あり       |
| 2020年10月2日  | マヨット                                             | Canal+ Mayotte（2024年12月31日まで）                           | あり       |
| 2020年10月2日  | モーリシャス                                         | Canal+ Maurice（2024年12月31日まで）                           | あり       |
| 2020年11月17日 | アルゼンチン                                         | Cablevisión (Argentina)                                        | あり       |
| 2020年11月17日 | ボリビア                                             | Visa                                                           | あり       |
| 2020年11月17日 | ブラジル                                             | Globoplay、バンコ・ブラデスコ、Next、Mercado Livre、ヴィーヴォ | あり       |
| 2020年11月17日 | カリブ海地域                                         | Visa                                                           | あり       |
| 2020年11月17日 | チリ                                                 | Visa                                                           | あり       |
| 2020年11月17日 | コロンビア                                           | Visa                                                           | あり       |
| 2020年11月17日 | コスタリカ                                           | Visa                                                           | あり       |
| 2020年11月17日 | エクアドル                                           | Visa                                                           | あり       |
| 2020年11月17日 | エルサルバドル                                       | Visa                                                           | あり       |
| 2020年11月17日 | グアテマラ                                           | Visa                                                           | あり       |
| 2020年11月17日 | ホンジュラス                                         | Visa                                                           | あり       |
| 2020年11月17日 | メキシコ                                             | Izzi Telecom、MercadoLibre                                     | あり       |
| 2020年11月17日 | ニカラグア                                           | Visa                                                           | あり       |
| 2020年11月17日 | パナマ                                               | Visa                                                           | あり       |
| 2020年11月17日 | パラグアイ                                           | Visa                                                           | あり       |
| 2020年11月17日 | ペルー                                               | Visa                                                           | あり       |
| 2020年11月17日 | ウルグアイ                                           | Visa                                                           | あり       |
| 2020年11月17日 | ベネズエラ                                           | None                                                           | あり       |
| 2021年2月23日  | シンガポール                                         | StarHub                                                        | あり       |
| 2021年6月1日   | マレーシア                                           | Hotstar、Astro                                                 | あり       |
| 2021年6月30日  | タイ                                                 | Hotstar                                                        | あり       |
| 2021年11月12日 | 韓国                                                 | KT、LGユープラス                                               | あり       |
| 2021年11月12日 | 台湾                                                 | 台湾大哥大                                                     | あり       |
| 2021年11月16日 | 香港                                                 | 香港ブロードバンドネットワーク                                 | あり       |
| 2022年5月18日  | 南アフリカ共和国                                     | DStv                                                           | あり       |
| 2022年6月8日   | アルジェリア                                         | なし                                                           | あり       |
| 2022年6月8日   | バーレーン                                           | なし                                                           | あり       |
| 2022年6月8日   | エジプト                                             | なし                                                           | あり       |
| 2022年6月8日   | イラク                                               | なし                                                           | あり       |
| 2022年6月8日   | ヨルダン                                             | なし                                                           | あり       |
| 2022年6月8日   | クウェート                                           | なし                                                           | あり       |
| 2022年6月8日   | レバノン                                             | なし                                                           | あり       |
| 2022年6月8日   | リビア                                               | なし                                                           | あり       |
| 2022年6月8日   | モロッコ                                             | なし                                                           | あり       |
| 2022年6月8日   | オマーン                                             | なし                                                           | あり       |
| 2022年6月8日   | パレスチナ                                           | なし                                                           | あり       |
| 2022年6月8日   | カタール                                             | なし                                                           | あり       |
| 2022年6月8日   | サウジアラビア                                       | なし                                                           | あり       |
| 2022年6月8日   | チュニジア                                           | なし                                                           | あり       |
| 2022年6月8日   | アラブ首長国連邦                                     | なし                                                           | あり       |
| 2022年6月8日   | イエメン                                             | なし                                                           | あり       |
| 2022年6月14日  | オーランド諸島                                       | なし                                                           | あり       |
| 2022年6月14日  | アルバニア                                           | なし                                                           | あり       |
| 2022年6月14日  | アンドラ                                             | なし                                                           | あり       |
| 2022年6月14日  | ボスニア・ヘルツェゴビナ                             | なし                                                           | あり       |
| 2022年6月14日  | ブルガリア                                           | なし                                                           | あり       |
| 2022年6月14日  | イギリス領インド洋地域                               | なし                                                           | あり       |
| 2022年6月14日  | クロアチア                                           | なし                                                           | あり       |
| 2022年6月14日  | チェコ共和国                                         | なし                                                           | あり       |
| 2022年6月14日  | エストニア                                           | なし                                                           | あり       |
| 2022年6月14日  | フェロー諸島                                         | なし                                                           | あり       |
| 2022年6月14日  | フランス領ポリネシア                                 | なし                                                           | あり       |
| 2022年6月14日  | フランス領南方・南極地域                             | なし                                                           | あり       |
| 2022年6月14日  | ジブラルタル                                         | なし                                                           | あり       |
| 2022年6月14日  | ギリシャ                                             | なし                                                           | はい       |
| 2022年6月14日  | ハンガリー                                           | なし                                                           | あり       |
| 2022年6月14日  | コソボ                                               | なし                                                           | あり       |
| 2022年6月14日  | ラトビア                                             | なし                                                           | あり       |
| 2022年6月14日  | リヒテンシュタイン                                   | なし                                                           | あり       |
| 2022年6月14日  | リトアニア                                           | なし                                                           | あり       |
| 2022年6月14日  | マルタ                                               | なし                                                           | あり       |
| 2022年6月14日  | モンテネグロ                                         | なし                                                           | あり       |
| 2022年6月14日  | 北マケドニア                                         | なし                                                           | あり       |
| 2022年6月14日  | ピトケアン諸島                                       | なし                                                           | あり       |
| 2022年6月14日  | ポーランド                                           | Plus、Polsat Box、Netia、Polsat Box Go                         | あり       |
| 2022年6月14日  | ルーマニア                                           | なし                                                           | あり       |
| 2022年6月14日  | サンピエール島・ミクロン島                           | なし                                                           | あり       |
| 2022年6月14日  | セントヘレナ・アセンションおよびトリスタンダクーニャ | なし                                                           | あり       |
| 2022年6月14日  | サンマリノ                                           | なし                                                           | あり       |
| 2022年6月14日  | セルビア                                             | なし                                                           | あり       |
| 2022年6月14日  | シント・マールテン                                   | なし                                                           | あり       |
| 2022年6月14日  | スロバキア                                           | なし                                                           | あり       |
| 2022年6月14日  | スロベニア                                           | なし                                                           | あり       |
| 2022年6月14日  | スヴァールバル諸島およびヤンマイエン島               | なし                                                           | あり       |
| 2022年6月14日  | トルコ共和国                                         | なし                                                           | あり       |
| 2022年6月14日  | バチカン                                             | なし                                                           | あり       |
| 2022年6月16日  | イスラエル                                           | なし                                                           | あり       |
| 2022年11月17日 | フィリピン                                           | Globe Telecom、GCash by Alipay                                 | あり       |

### 単独によるDisney+の展開
Disney+は、2019年9月12日にオランダで無料トライアルとして早期に開始された。2019年11月12日、東部標準時（UTC-5）の午前3時前にオランダ、アメリカ、カナダで正式に開始した。Disney+は、同年11月19日にオーストラリア、ニュージーランド、プエルトリコで開始され、2020年3月24日にオーストリア、イギリス、スペイン、イタリア、ドイツ、アイルランド、スイスで開始された。なお、イギリスとアイルランドでは、DisneyLifeに代わってDisney+が導入された。スペインでは、ストリーミングサービスと並行して、Disney+テレビチャンネルが開始された。このチャンネルは、同地域におけるDisney+のローンチパートナーを務めるHotstarで独占的に視聴可能である。
2019年12月、フランスではCanal+がDisney+の独占配信を行うことが発表された。フランスでは、COVID-19のパンデミックが通信ネットワークにさらなる負担をかけているため、ネットワーク容量を節約するというフランス政府の要請に基づき、3月24日から4月7日に開始が延期された。
2020年4月、Disney+のオリジナルコンテンツが、4月9日から中東・北アフリカ地域の17カ国で、有料テレビ・ストリーミング事業者のOSNにライセンス供与されることが発表され、ディズニーは現在「近い将来、この地域でDisney+を単独のサービスとして開始する計画はない」と言及した。
日本では2020年6月11日にディズニーとNTTドコモとの既存のパートナーシップの一環としてサービスが開始され、同地域における既存の「ディズニーデラックス」サービスの後継となった。
同年9月15日にポルトガル、ベルギー、フィンランド、アイスランド、ルクセンブルグ、ノルウェー、スウェーデン、デンマーク、グリーンランド、同年11月17日にラテンアメリカとカリブ海地域で開始された。
2021年2月23日にはシンガポール、同年11月12日に韓国と台湾、同月16日に香港にもサービスが拡大し、2022年までには東欧、中東、アフリカの一部地域にもサービスが拡大することが発表された。2022年までに50カ国以上、2023年末には160カ国以上で利用できるようになる予定である。

### Disney+ Hotstarの展開
2020年2月、インドで既存のサービスであるHotstarを利用して、有料層を共同ブランド化し、2020年3月29日にDisney+を開始する予定であることを発表した。Hotstarはフォックス買収の際にディズニーが買収したもので、同国では圧倒的なストリーミングサービスとなっている。しかし、COVID-19パンデミックの影響でインディアン・プレミアリーグが延期されたため、その後、2020年4月3日に開始された。数ヶ月後にはインドネシアでは2020年9月5日にHotstarを通じて開始された。2021年2月25日、マレーシア、フィリピン、タイで、2021年内にHotstarを通じてDisney+を開始すると報じられた。その後、同年6月1日にマレーシア、同年6月30日にタイ、で開始された。フィリピンのサービス開始時期はまだ発表されておらず、暫定的に2022年初めまでとされている。その後、2022年にフィリピンとベトナムでサービスが開始される見込みであると報じられたが、2022年11月17日にフィリピンでサービスが開始された一方、ベトナムは現時点ではサービス開始未定である。

### 新ブランド「スター」の追加
ウォルト・ディズニー・カンパニーは2020年8月に行われた決算発表において、米国外市場向けの動画配信サービスを準備していることを発表。同年12月10日に行われた投資家向け説明会において、新しいストリーミングブランドである「スター」を発表し、2021年2月23日からDisney+のインターフェイスにスターが追加される形態で開始した。ラテンアメリカではDisney+やスターとは別の動画配信サービスである「スター+」として同年8月31日に開始し、ディズニー系列のスポーツ専門チャンネルであるESPNからスポーツ中継も供給される予定となっている。このブランドはカナダやヨーロッパ、オーストラリア、ニュージーランド、シンガポールを皮切りとして、世界各国にて順次展開を進めており、日本でも同年10月27日に開始した。

## 加入者数とダウンロード数の推移
当初、ディズニーはサービス開始から2024年までの5年間で加入者数が6000万から9000万人になると想定していた。
ディズニーは2020年2月4日に前日3日時点での加入者数が2860万人であることを発表した。その後、前述の通りヨーロッパ各国でサービスを開始したことや、世界規模での新型コロナウイルス感染症（COVID-19）流行による外出制限等もあり、同年4月8日の時点で加入者数が5000万人を突破。5月4日の時点で5450万人、8月3日の時点で6050万人、10月上旬の時点で7370万人、12月2日の時点で8680万人に達したことを明らかにした。
2021年2月11日に行われたディズニーの第1四半期決算において、同月の時点での加入者数が9490万人に達し、1年前の約4倍に増加していたことが判明。同年3月9日に1億人の大台を突破したと発表した。同じ動画配信サービス事業者であるNetflixは1億人の加入者を獲得するために10年近くかかっていることから、パンデミックによる巣ごもり需要や独占配信作品である『ワンダヴィジョン』・『マンダロリアン』などのキラーコンテンツにより、異例のスピードで加入者が増加したことが明らかになった。その後も加入者数は増加しており、同年6月の時点で1億1600万人、同年12月の時点で1億2980万人にそれぞれ達している。
ディズニーは加入者数が2024年終盤までに2億3000万から2億6000万人に達すると予測している。
2021年1月、AppleとApptopiaは前年（2020年）のアプリケーション（アプリ）のランキングを相次いで発表し、前者はアプリのダウンロード数で「ZOOM Cloud Meetings」と並んで1位、後者はアメリカ国内でのアプリダウンロード数8位（4500万ダウンロード）とゲーム以外のアプリの売上世界ランキングで4位（3億1400万ドル）だったとそれぞれ明らかにした。

## 日本
2020年4月8日、ウォルト・ディズニー・ダイレクト・トゥ・コンシューマー&インターナショナル（DTCI）は2020年後半に日本でもDisney+の展開を行うことを発表。この時点では、ウォルト・ディズニー・ジャパン（WDJ）とNTTドコモの協業によって2019年3月から展開している「ディズニーデラックス」とは別のサービスになるとしており、このままではDisney+とディズニーデラックスが併存する事態が発生しかねないとして動向が注目されていた。その後、ディズニーは同年5月5日、この日の決算会見において、6月にサービスを開始することを発表した。
2020年5月28日、WDJはNTTドコモとの独占的な協業を通じて、Disney+のサービスを同年6月11日に開始すると発表し、遅れてNTTドコモも同様の発表を行った。英語圏以外の国と地域では本国が初めての進出となった。併存を巡る問題はディズニーデラックスを構成するアプリの一つである「ディズニーシアター」をDisney+へアップデートする形で行われることで決着したため、ディズニーデラックスの会員は同日の8時からそのままDisney+を利用できることになった。そのため、後述の通り、2021年10月26日まで限定的なサービスとなっていた。なお、ディズニーデラックスとしてはアプリ「ディズニーDX」や優待サービスなどの提供を継続する。
2020年9月10日に行われたバンク・オブ・アメリカ主催の会議において、ディズニー最高財務責任者（CFO）のクリスティン・マッカーシーは本サービスの日本事業について問われた際に、NTTドコモ以外で本格的にサービス展開を行う可能性があることを示唆していた。その後、2021年8月12日に行われたディズニーの投資家向けカンファレンスにおいて、同年10月後半に日本における本サービスが拡張されることを明らかにし、同年9月1日にウォルト・ディズニー・ジャパンからも同年10月27日からフルサービス提供と共に「スター」ブランドの配信作品が追加されることを正式発表した。
これにより、今まで日本では限定的なサービスとなっていたため、非対応となっていたゲーム機・Amazon Fireタブレットシリーズ・スマートテレビ・Apple TV 4Kでの視聴、4K UHD/HDR（HDR10・ドルビービジョン）・5.1チャンネル音声及びドルビーアトモスの高画質・高音質での配信が可能になり、GroupWatchやペアレンタルコントロール機能（キッズプロフィールやプロフィールPIN（暗証番号）など）、ダウンロード機能も併せて導入される。
入会経路も拡充され、今までのドコモ（ドコモショップやMy docomoなど）に加えて、クレジットカード、PayPal、AppleのApp Store、Google Playストア、Amazonのアプリストアからも入会可能となり、dアカウントの取得は不要になる。「ディズニーDX」アプリやそれに付随するサービス・特典は引き続きドコモ経由で入会したユーザーのみ提供される。
また、字幕やクローズドキャプション・音声言語も最大23か国語にまで拡大した。日本国外における本サービスの展開地域で利用した場合は該当の国や地域で配信されているコンテンツも視聴可能になった。
スター以外の各ブランドの作品も併せて新規追加になり、これまで日本のDisney+では配信されていなかった『ガミー・ベアの冒険』（ディズニー制作）や各作品のボーナスコンテンツなども見放題配信の対象となり、今後16,000を超える作品がラインアップされる予定としている。なお、配信権やスケジュールの事情により、視聴出来る作品は必ずしも海外とは同一ではないとしている。
フルサービス化以降、ディズニーシアターから流れを汲み、“Disney+”の名称で唯一親元とは配信作品が別管理であった日本における旧サービスは終了として扱われ、Netflixと同じ全世界共通の一元的に配信作品を管理している米国における親元にサービスを統合されるため、ディズニーシアターから引き継いだ日本限定配信作品の大半は親元へと移行されずに配信を終了している。そのため、2021年11月以降、配信再開の名目で親元に加えられている。
フルサービス導入と同時に月額料金も引き上げとなる。海外でも2021年3月26日以降、サービス拡張に併せて利用料金の引き上げを行っており、アメリカでは1ドル、欧州では2ユーロ値上げされている。
2021年11月12日からはIMAX Enhancedも海外と同時に導入され、まずはマーベル映画の12作品が同システムに対応した。また、同年12月16日からAppleが同社製デバイスに提供しているSharePlay機能への対応も開始した。
2022年3月、日本テレビとの協業を発表し、4月期ドラマ『金田一少年の事件簿』の世界配信を皮切りに共同制作や両社のコンテンツ資産をそれぞれのプラットフォーム上で活用する体制を整えるようになった。
2022年3月23日、ケーブルテレビ局のJ:COMを運営しているJCOMとの協業を発表し、同社が提供している「J:COM LINK」並びに「J:COM LINK mini」の契約者に本サービスの提供を強化していくことを発表した。
2022年7月、同年夏にテレビメーカー各社（パナソニック・シャープ・TVS REGZA・ソニー・ハイセンス・LG）から発売される最新モデルのテレビリモコンに本サービスのダイレクトアクセスボタンが搭載されることを発表した。
2023年1月、ディズニーは同年内にマーベル作品において、IMAX SIGNATURE SOUND BY DTSに対応することを発表。日本でも同サービスに対応することを同月18日に発表した。
2023年7月12日、同業の定額制動画配信サービスであるHuluを提供しているHJホールディングスとの協業を発表し、同サービスとのセットプランの提供を同日から開始した。
2024年6月28日、同日にAppleから日本国内で発売のMRヘッドマウントディスプレイ「Apple Vision Pro」に対応され、Apple Vision Proを使ってDisney+を視聴することで、まるでストーリーの中に入り込んだような没入体験ができるようになった。
2025年4月9日、同業の定額制動画配信サービスであるABEMAを提供しているAbemaTVとの協業を発表し、同サービスとのセットプランの提供を同日から開始した。
2025年5月29日、同業の定額制動画配信サービスであるDMM TVを提供しているDMM.comとの協業を発表し、同サービスとのセットプランの提供を同年6月4日から開始する予定。
ウォルト・ディズニー・ジャパンはDisney+開始後にモバイルやストリーミング・オンデマンドサービスの整理を行っており、2020年9月24日にLINEとの協業サービスである「Disney x LINE」、2021年1月29日に一部のケーブルテレビ局に提供していた「WATCH ディズニー・チャンネル」と「WATCH ディズニージュニア」、同年9月30日にKDDI（au）との協業サービスである「ディズニーパス」をそれぞれ終了した。また、同年9月30日にHulu向けに提供していた旧FOX系チャンネル のライブ配信も終了、2022年4月30日にはJ:COMに提供していたディズニー・チャンネルとディズニージュニアのオンデマンドサービスも終了している。

### 限定サービス
2021年10月26日まではフルサービスでの展開では無かったため、以下の制限が発生していた。
- 「ディズニーアカウント」とは別に「dアカウント」の取得が必要となる[245][283]。
  - dアカウント自体はNTTドコモ以外の通信キャリアやMVNOの契約者でも取得可能[283]。ただし支払い方法はNTTドコモまたはその格安プランであるahamoの携帯回線の有無で決定する[245][284]。
  - 決済システムが日本では異なっていることもあり、海外において行われているフォートナイト（Epic Games）などの一部コラボレーションキャンペーンは日本では対象外になっている[285]。
- 当面の間はフルHD・2ch音声での配信となり、2020年5月時点では4K/HDR・5.1chサラウンド音声での配信は検討中としている[286]。
  - そのため、ドルビーラボラトリーズが展開しているドルビービジョンとドルビーアトモス、AppleがAirPods Proなどで展開している立体音響技術「空間オーディオ」への対応は、提供開始時点では予定していない[287][288]。
  - 『スター・ウォーズ エピソード4/新たなる希望』に関しては本サービスでの配信開始に伴い、ジョージ・ルーカス監修のもと映像の追加・削除が施されている[注 35]。しかし、日本では4K未対応のためこの変更が反映されておらず、前身の「ディズニーシアター」の時と同じBlu-ray版での配信となっている[289]。
- PlayStation 4などのゲーム機での対応は、提供開始時点では予定していない[290]。
  - なお、2020年11月12日に発売されたソニー・インタラクティブエンタテインメントのPlayStation 5（PS5）では、同製品の周辺機器としてメディアリモコンが同日発売され、リモコンのサービス起動ボタンとして、本サービスも割り当てられているが、日本では発売開始時点でPS5向けのアプリが用意されていないことから起動不可となっている[291][292]。
- GroupWatch機能（アメリカなどで2020年9月29日から提供）の対応は、提供開始時点では予定していない[293]。
- 基本的にはアメリカなどと同じタイミングでの配信開始となるが、作品の内容や日本語（吹替）版制作に伴う都合上、海外より遅れて配信開始となる（タイミングがずれる）場合がある（『ノエル』（ディズニー制作）[注 36]など）[297]。
- 過去の作品でもアメリカなど、他の国と同じコンテンツが配信されている訳ではない（”So Wierd”（邦題：どこかでなにかがミステリー）など）。成人向け作品など、前述の理由でDisney+にてラインナップ出来ないコンテンツについてはNTTドコモが運営しているdTVなどにて配信している[298]。

など、アメリカなど海外のDisney+とは一部異なっていた。
また、ディズニーデラックス同様、NTTドコモの携帯回線契約者かつAndroidスマートフォン利用者が入会した場合は、入会と共にNTTドコモのアプリ配信基盤を利用して「ドコモサービスの契約者に向けたアプリ」の扱いで「Disney+」と「ディズニーDX」の計2アプリが自動（プッシュ）でインストールされる。ディズニーデラックスとは異なり、日本語・英語の音声、および、日本語・英語の字幕のON/OFFを自由に組み合わせて視聴できる。ただし、作品によっては日本語（吹替）のみの対応となっていた。
Disney+の退会を巡り、競合他社の動画配信サービスと比べて、方法が複雑で十数ページも遷移する必要があるなどの指摘が2021年7月に報じられた。NTTドコモの広報部は「その指摘を真摯に受け止め、改善に励んでまいります」とのコメントを出した。

### 料金プラン

#### 2025年4月1日以降
JCOM（J:COM TV フレックス with Disney+）並びにHulu（Hulu | Disney+ セットプラン）とのバンドルプラン契約者以外は2025年4月1日から以下の料金が適用される。

##### ディズニープラス スタンダードプラン
- 月額1,140円（税込）。年額11,400円（税込）。

##### ディズニープラス プレミアムプラン
- 月額1,520円（税込）。年額15,200円（税込）[注 40]。

#### 2023年11月1日以降
JCOM（J:COM TV フレックス with Disney+）並びにHulu（Hulu | Disney+ セットプラン）とのバンドルプラン契約者以外は2023年11月1日から以下の料金が適用される。なお、どのプラン共に広告の挿入はなく、ダウンロード機能も最大10台まで利用できる。

##### ディズニープラス スタンダードプラン
- 月額990円（税込）[注 43]。年額9,900円（税込）。
- 画質は最高でフルHD（1080P）、音質は最高で5.1サラウンドとなる。
- 最大2台まで同時視聴が出来る。

##### ディズニープラス プレミアムプラン
- 月額1,320円（税込）。年額13,200円（税込）。
- 画質は最高で4K UHD（HDR対応）、音質は最高でドルビーアトモスとなる。
- 最大4台まで同時視聴が出来る。

#### 2021年10月27日以降
- 月額990円（税込）。年額9,900円（税込）[304]。初回初月無料特典は設定されない[223][305]。
  - AppleのApp Store経由で月額プランに入会した場合は月額1,000円（税込）になる[223]。

#### 2021年10月26日以前
- 月額770円（税込）。年額プランは設定されなかった。『「Disney+」と「ディズニーDX」アプリを楽しめるサービス』への入会となっていた[306]。
  - 初回のみ加入から31日間無料。また、「ドコモのギガプラン」[注 44]契約者は最大1年間700円（税別）割引になるセット割引も用意されていた（ディズニーデラックスの既会員はその期間が引き継がれる）[245]。
  - 支払いは、ドコモまたはその格安プランであるahamoの携帯回線と関連付けされているdアカウント（つまりドコモ・ahamoの携帯回線契約者）では携帯電話料金との合算請求、それ以外のdアカウントではクレジットカード決済に限られていた[245][284]。

#### 決済方法
- クレジットカード[注 30]、PayPal、Amazonのアプリストア、PayPayにおいて指定した決済方法でも利用できる[注 45][64][223][255][307][308]。
- 2022年11月28日からPOSAのシステムを利用したプリペイドカードを販売することを同月24日に発表した。1・3・6・12か月分のいずれかを購入することが可能で全国主要スーパー・コンビニ・ディスカウントストア・ドラッグストア・家電量販店・オンラインストアにて購入出来る[309]。

#### 提携・バンドルプラン

##### NTTドコモ
- 支払いは引き続きドコモ・ahamo回線携帯電話料金との合算請求が利用できる[223][255]。
- ドコモ経由で入会した場合は月額プランのみとなり、年額プランは利用できない[304]。
- 「ドコモのギガプラン」[注 44]並びにahamo[注 46]契約者は契約翌月から最大6か月間[注 47]990円（税込）割引になるセット割引も用意されている[注 48][310][311]。
- ドコモ経由で入会すると初月のみ日割り計算となり、翌月以降は必ず1日から末日までの料金がかかる。ドコモ以外で入会した場合は、月額プランは翌月以降の入会日と同じ日、年額プランは翌年以降の同じ月日に料金が発生する[注 49][306]。

##### JCOM
- 支払いはJ:COMサービスとの合算請求が利用できる[169]。
- J:COM経由で入会した場合は月額プランのみとなり、年額プランは利用できない[169]。
- 契約翌月から最大5か月間990円（税込）割引になる特典も用意されている[169]。

##### Hulu
Hulu経由で入会した場合は即日入会かつ月額プランのみとなり、無料トライアルや年額プランは利用できない。

###### 2025年5月1日以降
- Hulu | Disney+スタンダード セットプランは月額1,690円（税込）、Hulu | Disney+ プレミアム セットプランは月額1,990円（税込）となる[312]。

###### 2024年4月17日以降
- Hulu | Disney+スタンダード セットプランは月額1,490円（税込）、Hulu | Disney+ プレミアム セットプランは月額1,740円（税込）となる。なお、どちらのプランを選択してもHuluにおける同時視聴台数や最高音質、最高画質は同一となる[313]。

###### 2024年4月16日以前
- 月額1,490円（税込）。HuluとDisney+両方のサービスが利用できる[170][275]。

##### ABEMA
ABEMA経由で入会した場合は即日入会かつ月額プランのみとなり、年額プランは利用できない。
- 「広告つきABEMAプレミアム | Disney+ スタンダード」は月額1,470円（税込）、「ABEMAプレミア厶 | Disney+ スタンダード」は月額1,690円（税込）、「広告つきABEMAプレミアム | Disney+ プレミアム」は月額1,790円（税込）、 「ABEMAプレミアム | Disney+ プレミアム」は月額1,990円（税込）となる[171]。

##### DMM TV
DMM TV経由で入会した場合は即日入会かつ月額プランのみとなり、年額プランは利用できない。
- 「DMM | Disney+ スタンダード」は月額1,390円（税込）、「DMM | Disney+ プレミアム」は月額1,690円（税込）となる[172]。
- DMM TVで提供されている成人向けコンテンツ[注 50]の利用は出来ない[314]。

## その他
- デルタ航空と提携して、本サービスで配信している一部の作品を機内エンターテインメントサービスとして、搭乗者に提供している[315]。日本航空でも国際線は2024年7月から、国内線は同年8月からそれぞれ提供している[316]。
- 2021年4月24日から4月25日に開催した「ニコニコネット超会議 2021」内の声優特化型イベント「超声優祭 2021」に本サービスが協賛し、本サービス関連の特別番組をニコニコ生放送にて配信した[317][318][319]。また、前述のフルサービス化を記念して、新サービスの内容を紹介する特別番組を同年10月24日から7夜連続でニコニコ生放送にて配信[320]。2022年4月にニコニコ超会議「超声優祭 2022」でも本サービスとのコラボレーションが開催した[321]。
- 前述のフルサービス化を記念して、同サービスの提供開始当日である2021年10月27日に東京都内にて、「新ディズニープラス セレブレーションナイト」を開催し、ディズニーの各公式Twitterアカウントのフォロワーの中から計100名が招待された[322]。また、公式YouTubeやTwitter、ニコニコ生放送でもライブ配信を行った[323]。
- 2024年8月、2023年10月にアメリカ・フロリダ州のウォルト・ディズニー・ワールド・リゾート内にあるレストランにて飲食したあとに食物アレルギー発作で死亡したことを巡る裁判の中でディズニーは過去に家族が本サービスの無料トライアルサービスを申し込んでいたことを理由として訴えを退けるように求めたことが報じられた[324][325][326]。同社によると、トライアル契約には「ディズニーに対する訴訟は法廷外で解決する」との規約が盛り込まれており、Disney+を始め、ESPN+の登録者は全員、この規約に同意していると主張している[324][325][326]。後にディズニーはこの主張を取り下げた上で裁判所にて争うことを明らかにした[327]。なお、日本では集団訴訟に関する制度が存在せず、企業が懲罰的損害賠償を受けた事例も無いことから、この様な規約は盛り込まれていない[注 51][328]。